# Ghiacciaio Van Reeth
Il ghiacciaio Van Reeth (in inglese Van Reeth Glacier) è un ghiacciaio situato nell'entroterra della costa di Saunders, nella parte occidentale della Terra di Marie Byrd, in Antartide. Il ghiacciaio, il cui punto più alto si trova ad oltre 1.580 m s.l.m., fluisce in direzione ovest tra i monti Blackburn e i monti Bowlin, subito a nord del ghiacciaio Robison, fino ad unire il proprio flusso a quello del ghiacciaio Scott, nei Monti della Regina Maud, pochi chilometri a sud della riva della Costa di Amundsen.

## Storia
Il ghiacciaio Van Reeth è stato scoperto nel dicembre 1934 dal reparto geologico della seconda spedizione in Antartide di Richard Evelyn Byrd, guidato da Quin Blackburn; è stato poi così battezzato dal Comitato consultivo dei nomi antartici in onore del comandante Eugene W. Van Reeth, membro dello squadrone della marina militare statunitense denominato VX-6, che operò durante l'Operazione Deep Freeze nel 1966, nel 1967 e nel 1968. La carriera del comandante Van Reeth lo portò poi a diventare ufficiale comandante della Operation Deep Freeze Task Force 43 negli anni settanta.